# Jack Beresford
Jack Beresford, jr (Chiswick, 1 januari 1899 – Shiplake (Oxfordshire), 3 december 1977) was een Brits roeier, die zeer succesvol was tussen de Eerste en Tweede Wereldoorlog. Hij nam vijfmaal deel aan de Olympische Spelen en won hierbij in totaal drie gouden en twee zilveren medailles.
Beresford werd geboren in Chiswick, tegenwoordig een district van Londen, als de zoon van een Poolse meubelmaker, Julius Beresford. Die won een zilveren medaille bij de Olympische Zomerspelen van 1912 in Stockholm bij het roeien in de categorie vier met stuurman.
In zijn jeugd was Beresford een goede rugbyer maar tijdens de Eerste Wereldoorlog raakte hij in Frankrijk gewond aan zijn benen. Om weer op krachten te komen, begon hij te roeien. Tijdens zijn debuut op de Olympische Spelen van 1920 in Antwerpen won hij zilver bij de skiffen. In een spannende wedstrijd werd hij op de finish verslagen door de Amerikaan John Brendan Kelly.
In de daaropvolgende vier Olympische Spelen won hij telkens medailles. Goud bij het skiffen tijdens de Spelen van 1924 in Parijs, zilver bij de achten tijdens de Spelen van 1928 in Amsterdam, goud in de vier zonder stuurman tijdens de Spelen van 1932 in Los Angeles en goud in de dubbel twee tijdens de Spelen van 1936 in Berlijn. Beresford was de eerste roeier die zowel olympisch kampioen werd bij het scullen als bij het boordroeien. Pas in 1996 werd deze prestatie geëvenaard, door Ronald Florijn en Nico Rienks.
Tijdens de Britse Rijk Spelen 1930 werd Jack Beresford kampioen bij het skiffen. Hij versloeg hier olympisch kampioen Henry Pearce. Hij was ook vier keer winnaar van de Diamond Challenge Sculls op de Henley Royal Regatta.
Hij was in voorbereiding op de Spelen van 1940 die in Tokio gehouden zouden worden. Door het uitbreken van de Tweede Wereldoorlog werden deze spelen afgelast en kreeg Beresford geen kans om een zesde opeenvolgende medaille te winnen.

## Titels
- Olympisch kampioen skiff - 1924
- Olympisch kampioen dubbel twee - 1936
- Olympisch kampioen vier zonder stuurman - 1932

## Palmares

### roeien (skiff)
- 1920:  OS - 7.36,0
- 1924:  OS - 7.49,2

### roeien (dubbel twee)
- 1936:  OS - 7.20,8

### roeien (vier zonder stuurman)
- 1932:  OS - 6.58,2

### roeien (acht met stuurman)
- 1928:  OS - 6.05,6

1900: Hermann Barrelet ·
1904: Frank Greer ·
1908: Harry Blackstaffe ·
1912: William Kinnear ·
1920: John B. Kelly, Sr. ·
1924: Jack Beresford ·
1928: Henry Pearce ·
1932: Henry Pearce ·
1936: Gustav Schäfer ·
1948: Mervyn Wood ·
1952: Joeri Tjoekalov ·
1956: Vjatsjeslav Ivanov ·
1960: Vjatsjeslav Ivanov ·
1964: Vjatsjeslav Ivanov ·
1968: Jan Wienese ·
1972: Joeri Malysjev ·
1976: Pertti Karppinen ·
1980: Pertti Karppinen ·
1984: Pertti Karppinen ·
1988: Thomas Lange ·
1992: Thomas Lange ·
1996: Xeno Müller ·
2000: Robert Waddell ·
2004: Olaf Tufte ·
2008: Olaf Tufte ·
2012: Mahe Drysdale ·
2016: Mahe Drysdale ·
2020: Stefanos Douskos ·
2024: Oliver Zeidler
1904: John Mulcahy & William Varley ·
1920: Paul Costello & John B. Kelly, Sr. ·
1924: Paul Costello & John B. Kelly, Sr. ·
1928: Paul Costello & Charles McIlvaine ·
1932: Kenneth Myers & Garrett Gilmore ·
1936: Jack Beresford & Leslie Southwood ·
1948: Richard Burnell & Bert Bushnell ·
1952: Tranquilo Cappozzo & Eduardo Guerrero ·
1956: Aleksandr Berkoetov & Joeri Tjoekalov ·
1960: Václav Kozák & Pavel Schmidt ·
1964: Oleg Tjoerin & Boris Doebrovsky ·
1968: Anatoli Sass & Aleksandr Timosjinin ·
1972: Aleksandr Timosjinin & Gennadi Korsjikov ·
1976: Frank Hansen & Alf Hansen ·
1980: Joachim Dreifke & Klaus Kröppelien ·
1984: Bradley Lewis & Paul Enquist ·
1988: Nico Rienks & Ronald Florijn ·
1992: Stephen Hawkins & Peter Antonie ·
1996: Agostino Abbagnale & Davide Tizzano ·
2000: Luka Špik & Iztok Čop ·
2004: Sébastien Vieilledent & Adrien Hardy ·
2008: David Crawshay & Scott Brennan ·
2012: Nathan Cohen & Joseph Sullivan  ·
2016: Martin Sinković & Valent Sinković ·
2020: Hugo Boucheron & Matthieu Androdias  ·
2024: Andrei Cornea & Marian Enache
1904: Arthur Stockhoff & August Erker & Albert Nasse & George Dietz ·
1908: Robert Cudmore & James Angus Gillan & Duncan Mackinnon & Robert Somers-Smith ·
1924: Charles Eley & James MacNabb & Robert Morrison & Terence Sanders ·
1928: John Lander & Michael Warriner & Richard Beesly & Edward Bevan ·
1932: John Badcock & Hugh Edwards & Jack Beresford & Rowland George ·
1936: Rudolf Eckstein & Anton Rom & Martin Karl & Wilhelm Menne ·
1948: Giuseppe Moioli & Elio Morille & Giovanni Invernizzi & Franco Faggi ·
1952: Duje Bonačić & Velimir Valenta & Mate Trojanović & Petar Šegvić ·
1956: Archibald MacKinnon & Walter D'Hondt & Lorne Loomer & Donald Arnold ·
1960: Arthur Ayrault & Ted Nash & John Sayre & Richard Wailes ·
1964: John Ørsted Hansen & Bjørn Hasløv & Erik Petersen & Kurt Helmudt ·
1968: Frank Forberger & Frank Rühle & Dieter Grahn & Dieter Schubert ·
1972: Frank Forberger & Frank Rühle & Dieter Grahn & Dieter Schubert ·
1976: Siegfried Brietzke & Andreas Decker & Stefan Semmler & Wolfgang Mager ·
1980: [[Jürgen Thiele] & Andreas Decker & Stefan Semmler] & Siegfried Brietzke ·
1984: Les O'Connell & Shane O'Brien & Conrad Robertson & Keith Trask ·
1988: Roland Schröder & Thomas Greiner & Ralf Brudel & Olaf Förster ·
1992: Andrew Cooper & Nick Green & Mike McKay & James Tomkins ·
1996: Nick Green & Drew Ginn & James Tomkins & Mike McKay ·
2000: James Cracknell & Steve Redgrave & Tim Foster & Matthew Pinsent ·
2004: Steve Williams & James Cracknell & Ed Coode & Matthew Pinsent ·
2008: Tom James & Pete Reed & Andrew Triggs-Hodge & Steve Williams ·
2012: Alex Gregory & Pete Reed & Tom James & Andrew Triggs-Hodge ·
2016: Alex Gregory & Constantine Louloudis & George Nash & Mohamed Sbihi ·
2020: Alexander Purnell & Spencer Turrin  & Jack Hargreaves  & Alexander Hill ·
2024: Nick Mead & Justin Best & Michael Grady & Liam Corrigan
- Bibliothèque nationale de France: cb166096972 (data)
- International Standard Name Identifier: 0000 0004 5098 2970
- Library of Congress Control Number: nb2023008568
- Virtual International Authority File: 316737833